# Manifesto Versatilista

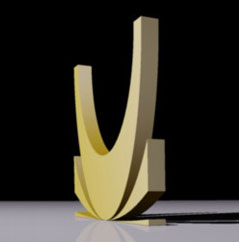
Logotipo do Manifesto Versatilista

Manifesto literário escrito em julho de 2007, pelo artista brasileiro Denis Mandarino, que deu origem ao Versatilismo, um movimento artístico que propõe a libertação das pessoas das análises especializadas, promoção do fazer artístico como forma de autoconhecimento e aprimoramento espiritual.
No corpo do texto estão presentes os seguintes princípios estéticos e proposições:
1. a vida eterna, a existência de Deus e do espírito,
2. a desvinculação da prática artística do mercado de arte e do egocentrismo,[7][8][9]
3. a busca de expressões artísticas que promovam o homem e a sociedade, respeitando o presente nível de consciência do artista,[10]
4. a alteração constante do nível de consciência e a aprendizagem como processo infinito,[11]
5. a ausência de concursos de arte,[2]
6. o questionamento do papel do crítico de arte,[12][13] pela impossibilidade de o homem avaliar o seu semelhante de forma isenta e atemporal.[14]

"Ideias verdadeiramente novas são de difícil identificação, de difícil assimilação e só o distanciamento pode ser capaz de avalia-las de uma forma mais isenta. Quando um homem assume o papel de dar o veredito, sobre o que os artistas estão fazendo, ou a sociedade dá esse papel a ele, estamos a um passo de repetir as maiores injustiças que os homens de ciência, filosofia, arte e religião foram submetidos ao longo da história." - Interview about the Versatilist Manifesto 

## Manifesto Versatilista
Transcrição integral: 
1. O Versatilismo é um movimento artístico que tem como princípio filosófico a imortalidade da alma, criada por uma Inteligência Suprema. Sua existência está eternamente subordinada às leis existentes no Universo[nota 1].
2. O termo "Versatilista" pode passar a falsa ideia, de que para ser um adepto do movimento é necessário que o artista domine diversas linguagens, o que absolutamente não corresponde às intenções deste manifesto. É possível atuar em uma única área e ser um versatilista.
3. Os versatilistas adotam que as coisas existem para ser estudadas, aprendidas e manipuladas, uma vez que a eternidade abriga tempo suficiente para tudo isso. Cabe ao homem, nos diversos degraus do seu aprendizado, discernir qual é a boa ou a má utilização daquilo que lhe está ao alcance.
4. Ser um versatilista é uma escolha de afinidade.
5. O versatilista não se prende às antigas, atuais ou futuras exigências mercadológicas, que escravizam o artista às convenções de época.
6. O Versatilismo pretende libertar as pessoas das análises especializadas e promover a prática da arte como forma de autoconhecimento. É preferível que o artista faça os seus trabalhos sempre no limite das suas possibilidades, buscando ampliar a sua consciência e, consequentemente, a qualidade dos seus resultados. O erro é uma parte inevitável no processo evolutivo de cada um, por isso mesmo que o artista não pode desanimar perante as críticas ou autocríticas severas advindas do preconceito e do perfeccionismo. A prática artística é um campo inesgotável de experimentação.

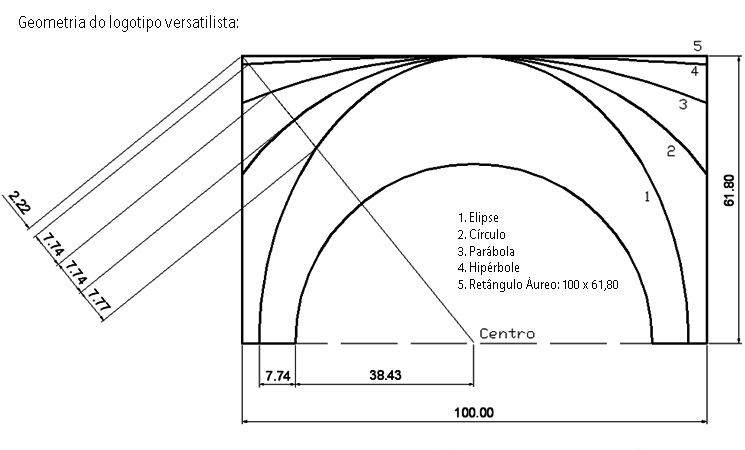
Projeto Gráfico do logotipo Versatilista, baseado nas curvas cônicas e na proporção áurea.

7. Um bom trabalho de Arte instiga a inteligência e toca os sentimentos mais profundos da alma. Destarte, o que é bom para um determinado grupo social pode não dizer nada para outro. O ser humano gosta das coisas que estão ao seu alcance intelectual e sensitivo. Uma criança que gosta de determinado tipo de música, com o passar dos anos, em função da mudança da sua consciência e das influências sociais a que se vê sujeita, altera as suas preferências. Esse processo de mutação da consciência é contínuo, pois a criatura sempre estará aquém das possibilidades do Criador.
8. O Versatilismo busca as expressões artísticas que promovem o homem e a sociedade, respeitando sempre o nível de consciência do artista.
9. No Versatilismo não existem concursos de arte, pois nenhum homem, ou grupo, está apto a julgar o trabalho de outro(s) homem(ns). Um crítico de arte analisa uma situação sempre de um ponto de vista profundamente limitado, porque limitados são os seus conhecimentos. Os concursos e prêmios podem ser formas de dirigir a opinião pública e, desse modo, valorizar este ou aquele artista em busca de vantagens financeiras ou sociais. Porém Éticas iniciativas culturais são louváveis.
10. Cada pessoa tem o seu estilo e a sua liberdade de escolha. Querer impor ao artista este ou aquele caminho é uma antítese do que é a própria Arte.
11. No Versatilismo o artista não precisa manter-se escravo de sua própria produção, ele pode seguir outros rumos ou voltar às origens quando bem entender. O tipo de procedimento mercantilista mais alegra aos cofres do que as almas.
12. Enquanto estilo, na História da Arte, é possível encontrar artistas que se aproximaram da Estética Versatilista, se não em todos fundamentos, em grande parte deles.
Escrito em julho de 2007 e publicado em janeiro de 2008.